# Deportivo Temuco
Maillots
Dernière mise à jour : 30 mai 2025.
Le CD Temuco (nom entier : Deportivo Temuco s.a.d.p) est un club chilien de football situé à Temuco. Il s'appelait auparavant Green Cross. Il évolue actuellement en 2e division chilienne.

## Histoire
Le club naît le de la fusion entre le Green Cross (qui venait de déménager de Santiago) et le Deportes Temuco. Jusqu'en 1984, le club s’appelle le Green Cross Temuco. Ensuite il reprend le nom de Deportes Temuco, et à compter de 2007, il s'appelle le Deportivo Temuco. En 2011, il prend le nom de CD Temuco.

## Palmarès
- Champion du Chili : 1945 (Green Cross).
- Champion de 2e division : 1960 et 1963 (Green Cross), 1991 et 2001 (Deportes Temuco).
- Vainqueur de la Primera B Apertura : 1987 (Deportes Temuco).

## Anciens joueurs
- Álvaro Peña